# 耿弇
耿 弇（こう えん、3年 - 58年）は、後漢の武将。字は伯昭（はくしょう）。扶風茂陵県（陝西省興平市）の人（『後漢書』列伝9・本伝）。父は上谷太守の耿況。光武帝の功臣であり、「雲台二十八将」の第4位に序せられる（『後漢書』列伝12）。烏合の衆の逸話で知られる。

## 略歴
若くして『詩』『礼』を学び、王莽に朔調の連率（新制における上谷郡の太守）に任じられた父の耿況の業務を習い、また兵事を好んだ。
更始元年（23年）、 更始帝が立ち王莽が敗れると、耿況は王莽によって任命されたため安心できず、耿弇が更始帝への使者として上谷より長安に向うが、この時、邯鄲で占い師の王郎が成帝の遺児劉子輿を名乗って挙兵した。耿弇の従官はこぞって王郎に奔るが、耿弇はこれを烏合の衆と断じ、更始帝の行大司馬である劉秀が北の中山郡盧奴に在ると聞いて、馳せて拝謁し、劉秀は耿弇を書記に任じる。耿弇は、上谷に帰って兵を集めて、邯鄲を討たんことを求める。劉秀は笑って「小僧が大志を持っている」と答えた。
劉秀に従いて薊に至りし時、邯鄲の兵が来ると言う噂を聞き、劉秀らが南に帰らんとすると、耿弇は「兵は南から来るのですから、南には帰るべきではありません。漁陽太守の彭寵は大司馬の同郷人であり、上谷太守は我が父なり、両郡の弓射騎一万人を集めれば、邯鄲は畏るるに足りません」と説得した。しかし、薊は混乱し、劉秀らは南に脱出し、耿弇は独り北に脱出し昌平県に走り、既に耿弇から檄文を受けて出陣していた耿況と合流する。耿弇は耿況に説き、功曹の寇恂をして彭寵に約させ、突騎兵と歩兵を発した。耿弇は上谷次官の景丹・寇恂と共に漁陽軍と合し、南戦し、王郎の諸軍を破り、二十二県を押えて、広阿の劉秀に追いた。耿弇はその軍を預かり偏将軍となり従いて邯鄲を降した。
更始2年（24年）、蕭王となった劉秀に、耿弇は人払いして、漢を復興できるのは劉姓以外では難しければ、命に応じて不安定な長安に帰るべきでなく、兵士が減っていることより、幽州の兵を集めるべしと進言する。劉秀はこれを受けて耿弇を大将軍と為して、上谷に行かせ、耿弇は、更始帝の任じた上谷太守韋順・漁陽太守蔡充を捕えて斬り、幽州の兵を集めるのに成功した。同時期に呉漢も大将軍に任じられ、漁陽郡に向い更始帝の幽州牧苗曽を斬った。
建武元年（25年）、劉秀の河北平定に他将と共に奔走し、劉秀が皇帝に即位すると、建威大将軍となり、列侯に封じられた。
建武3年（27年）、呉漢配下として蓋延と共に流賊の青犢を破って降した。また群雄延岑らと穣に戦いて破った。
建武4年（28年）、劉秀に進言し、上谷で兵を募り、叛乱した漁陽太守彭寵を撃ち、流賊を撃ち、更に南下して、斉の地を平定する戦略を奉上した。祭遵らと涿郡・漁陽郡の討伐に出た。
建武5年（29年）、呉漢に従いて富平・獲索の賊を破り降した。耿弇は陳俊らを率いて張歩を破り、斉の地を平らげる。劉秀はこれを讃え「志有る者は事竟に成る」と言った。
建武6年（30年）、他将と共に公孫述を討つため隴西に向うが、隗囂が叛乱して引き返した。隗囂に備え漆県に駐屯した。
建武13年（37年）、全国が平定された為、大将軍を辞め、列侯として朝請を奉じた。
永平元年（58年）、卒した。諡は愍侯。

## 人柄・逸話
- 漁陽を討つ際に、耿弇は、謀反した漁陽太守彭寵と同じ功績を持つ父の耿況の謀反の可能性を疑い、劉秀に耿況を召すように求め、劉秀は耿弇・耿況を疑わないが、案じた耿況は耿弇の弟の耿国を側近として入朝させた。劉秀は耿況に対して侯位で報い、互いに信頼関係を太くした。
- 耿弇は、斉の張歩に対して、徹底した計略戦を仕掛け、後世、曹操も「囲魏救趙（魏を囲んで趙を救う）計」の実例としてその戦い方を解説している。その計略は、攻城の準備をした上で捕虜をわざと逃がし、敵の救援が来るのを待ち伏せで攻める（囲魏救趙）。二つの城の片方を攻めると宣言し、そちらを警戒させて、夜中にもう一方の無警戒の城に接近してこれを落し、驚いた敵に他方の城も放棄させる（声東撃西[注釈 3]）。敵を怒らせて誘い出させる（調虎離山）。敵にわざと攻めさせ、攻め切れず疲れて退却する所を襲う（以逸待労）。
- 『後漢書』には、耿弇の平らげる郡は四十六、陥した城は三百。未だかつて挫折なしとある。
- 耿弇の弟には、耿舒・耿国・耿広・耿挙・耿覇があり、兄弟六人が青紫の綬の重職に付き、当時名誉であるとされた。